# غدا يوم أفضل
غدًا يومٌ أفضل هي أغنية أصدرتها فرقة مشروع ليلى اللبنانية في الثامن من فبراير عام 2011 أهدتها الفرقة إلى «جيل الثورة» عشية ما عرف بالربيع العربي.

## خلفية
الأغنية هي نسخة غلاف عن أغنية كلينت إيستوود (Clint Eastwood) الإنجليزية لفرقة غوريلاز. أبدت الفرقة الإنجليزية إعجابًا بنسخة مشروع ليلى غدًا يوم أفضل.[بحاجة لمصدر] تعد الأغنية هي العاشرة من حيث الإصدارات الفرقة بعد 9 أغان صدرت في ألبوم مشروع ليلى.
الأغنية تحاكي الربيع العربي وروح الانتفاضات من أمل وغضب ورغبة بتغيير العالم نحو الأفضل إلى أن الانهزامية تتغلب على هذه الروح في الأغنية اللاحقة «إنّي منيح» التي أصدرتها الفرقة ضمن ألبوم الحل رومانسي.

## الفيديو
أصدرت الفرقة أغنيتها عبر فيديو في اليوتيوب وبدأت الأغنية بعبارة «إهداء إلى جيل الثورة» ثم ظهرت الفرقة وهي تؤدي الأغنية. حصل الفيديو على ما يزيد عن 353 ألف مشاهدة في قناة الفرقة.[بحاجة لمصدر]

## كلمات
مبسوط، ما بني شي

مخبى الشمس بكرشي 

مالي عازه، بس مش مطول

غداً يومٌ أفضل

بقى جاي يحكيني ابن الكلب عن كل قضايا العالم

يا رح تتصفف بجانبه، يا أما انك ظالم

بقى تتعلم تتفادى أحاديث بعمرها بتوديش

لا رح تنقذ أهلك ولا رح بتغير عالم

شنا الناس دايماً بتنتقم وعمرها ما بتحبش

قوم بلاش ما تنفصم أشرفلك بس تطنش

حتسيبك بوعظات جاي من عمارات من عاج

حكيتهم خيي بتستاهل وإلا بس طعاج